# Le più belle canzoni italiane interpretate da Mina
Le più belle canzoni italiane interpretate da Mina è il tredicesimo album in studio della cantante italiana Mina, pubblicato nel 1968 dalla PDU.

## Descrizione
33 giri realizzato esclusivamente per i lettori abbonati ai periodici Rusconi Amica, La Domenica del Corriere e Tribuna illustrata, che dovevano indicare, tramite delle votazioni, le canzoni della musica leggera italiana considerate più belle.
Quale risultato del sondaggio viene gratuitamente allegata alle riviste questa raccolta promozionale, in cui sono inseriti brani unanimemente riconosciuti come classici, dei quali Mina offre una sua inedita interpretazione (tranne E se domani e Canzone per te già pubblicati).
Anche se di fatto si tratta di un'antologia, è ufficialmente catalogata tra gli album nella discografia sul sito dell'artista.
Poiché non fu commercializzato mediante il normale canale di distribuzione dei negozi di dischi, l'anno seguente venne pubblicato ufficialmente l'album I discorsi, che contiene gli stessi brani, eccetto E se domani e La musica è finita sostituiti con I discorsi e La canzone di Marinella, ed ha una copertina diversa.
Arrangiamenti, orchestra e direzione orchestrale sono di Augusto Martelli.

## I brani
Queste canzoni troveranno spazio nei successivi album e raccolte della cantante, tranne La musica è finita ripubblicata solo nel 2004 in The Platinum Collection.

### Inediti
- Il cielo in una stanza
Versione acustica con un nuovo arrangiamento di Augusto Martelli del famoso brano di Gino Paoli. Nel 1969 sarà il lato principale del singolo Il cielo in una stanza/Ma se ghe penso.

Già incisa da Mina agli esordi nel 1960, sul 45 giri Il cielo in una stanza/La notte e nell'album omonimo.
- Munasterio 'e Santa Chiara
Edizione riproposta su singolo nel 1970 e inclusa nella raccolta Mina per voi lo stesso anno.

Questa personalissima interpretazione di Mina scandalizzò molto i più conservatori, scatenando giornalisti e critici militanti in una vera e propria polemica di costume.

- Ma l'amore no
Canzone ripetutamente trasmessa alla radio in tempo di guerra, è diventata, nell'interpretazione di Lina Termini del 1943, l'emblema del costume di un'epoca, un conosciutissimo motivo che ha accompagnato tutti gli anni quaranta. Fu lanciata l'anno prima da Alida Valli che ricopriva il ruolo di una cantante da night nel film di Mario Mattoli Stasera niente di nuovo, versione mai incisa su disco.[5]

Si trova anche nella raccolta Stasera...Mina del 1969. Un video risalente a due anni prima, tratto dalla 16ª puntata della trasmissione Studio Uno (28 maggio 1966), è disponibile sul DVD Gli anni Rai 1965-1966 Vol. 8, inserito in un cofanetto monografico di 10 volumi pubblicato da Rai Trade e GSU nel 2008.
- Se stasera sono qui
Cover del famoso successo di Luigi Tenco, qui nella versione incisa in studio, presente anche nelle raccolte Stasera...Mina e Incontro con Mina, entrambe del 1969. Mina l'aveva già proposta dal vivo durante il concerto alla Bussola e inserita nell'album Mina alla Bussola dal vivo.

- 'O sole mio
In assoluto la canzone italiana più eseguita, interpretata e conosciuta nel mondo.

Ricantata da Mina con nuova interpretazione e arrangiamento per l'album Napoli secondo estratto del 2003.
- La musica è finita
Cover del brano quarto classificato al Festival di Sanremo 1967, presentato da Ornella Vanoni abbinata a un Mario Guarnera non all'altezza. Altro classico di grande successo della canzone italiana, soprattutto nell'interpretazione della Vanoni, che ne farà uno dei suoi cavalli di battaglia.[6]

Questa versione di Mina sarà ristampata solo nella raccolta The Platinum Collection del 2004.
Un video dalla terza puntata della trasmissione Sabato sera del 15 aprile 1967 si trova sul DVD Gli anni Rai 1966-1967 Vol. 7.
Un'altra registrazione dal vivo in tv durante la penultima puntata di Canzonissima 1968 (28 dicembre) è reperibile in formato video in Gli anni Rai 1968 Vol. 3, mentre il solo audio si trova nel CD Signori... Mina! vol. 1 (1993).
- Io che amo solo te
Primissimo successo di Sergio Endrigo, che ne è anche autore, e uno dei suoi brani migliori.
Anch'esso nella raccolta Stasera...Mina (1969).

- Non ti scordar di me
Lanciata da Beniamino Gigli nel film omonimo del 1935 e dopo essere stata interpretata dai più grandi tenori e cantanti, nel 1967, un anno prima di questa edizione di Mina, viene 'rinnovata' in un singolo di Sergio Leonardi che arriva al 15º posto in classifica.[7][8]

Canzone difficile da trovare nelle raccolte della cantante, fa tuttavia parte di un singolo e dà il titolo a un album per il mercato giapponese; entrambi pubblicati nel 1969.
- Silenzioso slow
Grande successo prima per Norma Bruni e poi di Alberto Rabagliati sul finire dell'epoca fascista (1940). Meglio identificato dal famosissimo primo verso dell'inciso Abbassa la tua radio per favor che ne ha sostituito il titolo nella memoria collettiva.[9]

Brano nelle raccolte Stasera...Mina e Incontro con Mina, pubblicate entrambe nel 1969.
Un video di un frammento della canzone dalla 16ª puntata di Studio Uno del 28 maggio 1966 si trova sul DVD Gli anni Rai 1965-1966 Vol. 8.
- Roma nun fa' la stupida stasera
Grazie alla scena finale del primo atto della commedia musicale in dialetto romanesco Rugantino (1962), è il brano che più di ogni altro ha fatto conoscere la canzone romana e la commedia musicale degli anni cinquanta e sessanta nel mondo. Tutti i personaggi sono in scena e cantano il pezzo, tra loro spicca la voce di Rossetta, protagonista femminile della storia. Tra le interpreti nel ruolo si sono succedute, cronologicamente dalla prima edizione, le attrici/cantanti di Roma Lea Massari, Alida Chelli e Sabrina Ferilli (due volte, 3ª e 4ª edizione), seguite in tempi più recenti da altre.[10]

Questa versione di Mina è compresa nella raccolta Stasera...Mina (1969).
Nel 1965 la cantante ha presentato il brano (insieme a E se domani) in duetto con Nino Manfredi, nella prima puntata di Studio Uno (13 febbraio). Il video, che comprende entrambe le canzoni, si trova nel DVD Gli anni Rai 1962-1965 Vol. 9. La sola parte audio con Roma, ... è invece inclusa nel CD Signori... Mina! vol. 3 (1993).
Durante la penultima puntata dello stesso show televisivo, ma nell'edizione dell'anno seguente (18 giugno 1966), Mina omaggerà il musicista Armando Trovajoli con un medley di canzoni da lui composte, elaborato dal maestro Bruno Canfora che lo esegue con la sua orchestra. L'intera fantasia, che comprende 30 secondi del brano, si trova su un video di Gli anni Rai 1966-1967 Vol. 7, mentre la corrispondente traccia audio fa parte del CD I miei preferiti (Gli anni Rai) (2014).

## Tracce
Lato A
1. Il cielo in una stanza (versione acustica) – 2:29 (Gino Paoli; edizioni musicali Fama)
2. E se domani (versione album) – 3:08 – da Mina, 1964
3. Munasterio 'e Santa Chiara – 2:34 (testo: Michele Galdieri – musica: Alberto Barberis; edizioni musicali La Canzonetta)
4. Canzone per te – 3:35 (testo: Sergio Bardotti, Sergio Endrigo – musica: Sergio Endrigo, Luis Enriquez Bachalov; edizioni musicali Usignolo)
5. Ma l'amore no – 3:35 (testo: Michele Galdieri – musica: Giovanni D'Anzi; edizioni musicali Curci)
6. Se stasera sono qui – 3:32 (testo: Mogol – musica: Luigi Tenco; edizioni musicali Radio Record Ricordi)

Lato B
1. 'O sole mio – 3:44 (testo: Giovanni Capurro – musica: Eduardo Di Capua, Alfredo Mazzucchi; edizioni musicali Bideri)
2. La musica è finita – 3:09 (testo: Nicola Salerno 'Nisa', Franco Califano – musica: Umberto Bindi; edizioni musicali Ariston)
3. Io che amo solo te – 3:11 (Sergio Endrigo; edizioni musicali RCA Italiana)
4. Non ti scordar di me – 2:23 (testo: Domenico Furnò – musica: Ernesto De Curtis; edizioni musicali Suvini-Zerboni)
5. Silenzioso slow (Abbassa la tua radio per favor) – 2:58 (testo: Alfredo Bracchi – musica: Giovanni D'Anzi; edizioni musicali Curci)
6. Roma, nun fa' la stupida stasera – 2:29 (testo: Garinei e Giovannini – musica: Armando Trovajoli; edizioni musicali C.A.M.)